# 16-os busz (Székesfehérvár)
A székesfehérvári 16-os jelzésű autóbusz a Szedreskerti lakónegyed és a Babér utca között közlekedik, kizárólag munkanapokon. A viszonylatot a Volánbusz üzemelteti.

## Története
2014. június 28-ától a Zsurló utca helyett a Babér utcában van a végállomása. Az Alba Ipari Zóna jelentős bővülése indokolttá tette, hogy a Babér utcába tereljenek több buszjáratot is, a 16-oson kívül a 13-as, 13A és 13G buszoknak is az Alba Ipari Zóna, Babér utca lett a végállomása. A régi végállomáshoz (Alba Ipari Zóna, Zsurló utca) az újonnan létrehozott 13Y busz jár, ami a 13G busszal azonos útvonalon közlekedik a végállomása előtti megállóig.

## Útvonala
| Babér utca felé | Szedreskerti lakónegyed felé |
| --- | --- |
| Szedreskerti lakónegyed vá. – Ligetsor – Mészöly Géza utca – Szabadságharcos út – Mátyás király körút – Várkörút – Rákóczi utca – Király sor – Seregélyesi út – Seregélyesi út – Repkény utca – Babér utca – Babér utca vá. | Babér utca vá. – Babér utca – Repkény utca – Seregélyesi út – Seregélyesi út – Király sor – Rákóczi utca – Várkörút – Mátyás király körút – Szabadságharcos út – Mészöly Géza utca – Ligetsor – Szedreskerti lakónegyed vá. |

## Megállóhelyei
| 0  | Szedreskerti lakónegyed végállomás | 25 | 10, 11, 12, 13, 14                                                                                    | Vörösmarty Mihály Általános Iskola, Bregyó-közi Ifjúsági és Sportcentrum       |
| 1  | Liget sor                          | 24 | 10, 11, 12, 13, 14                                                                                    | Csónakázótó                                                                    |
| 3  | Uszoda                             | 22 | 10, 11, 12, 13, 14, 17, 30                                                                            | Csitáry G. Emil Uszoda és Strand                                               |
| 4  | Ybl Miklós lakótelep               | 21 | 17, 26, 26A, 26G, 27, 30, 38                                                                          | Novotel, Domus                                                                 |
| 6  | Országlászló tér                   | 19 | 17, 30, 33, 34                                                                                        | Szent István Király Múzeum                                                     |
| 8  | Áron Nagy Lajos tér                | 17 | 17, 23, 24, 25, 30, 31, 32, 33, 34, 35                                                                | Fehérvár Áruház, Fehérvári Civil Központ                                       |
| 10 | Széna tér                          | 15 | 17, 23, 24, 25, 30, 31, 32, 33, 34, 35                                                                | Jézus Szíve Templom, Széna téri Általános Iskola, E-ON Dél-Dunántúl            |
| 11 | Huba köz                           | 14 | 17, 24, 25, 30, 31, 35                                                                                |                                                                                |
| 12 | Király sor / Géza utca             | 13 | 17, 24, 25, 30, 31, 35                                                                                |                                                                                |
| 14 | Mentőállomás                       | 11 | 14, 14G, 30, 40, 41, 42, 43, 44 8030, 8032, 8033, 8035, 8037, 8039 1529, 1803, 1823, 1824, 1826, 1841 | Mentőállomás, Fejér Vármegyei Szent György Egyetemi Oktató Kórház, Halesz park |
| 15 | Szabadkai utca                     | 10 | 14, 42 8035, 8037                                                                                     |                                                                                |
| 19 | Tejüzem                            | 6  | 13, 13A, 13G, 13Y, 42 8030, 8032, 8033, 8035, 8037, 8039 1823                                         | Alföldi Tej Értékesítő és Beszerző Kft., Árpád Szakképző Iskola és Kollégium   |
| 20 | Seregélyesi út 96.                 | 5  | 13, 13A, 13G, 13Y, 42 8030, 8032, 8035, 8037, 8039                                                    | Alufe Kft.                                                                     |
| 21 | Seregélyesi út 108.                | 4  | 13, 13A, 13G, 13Y, 42 8030, 8032, 8035, 8037, 8039                                                    | ARÉV Út- és Mélyépítő Kft.                                                     |
| 22 | Repkény utca / Seregélyesi út      | 3  | 13, 13A, 13G, 13Y, 42 8030, 8032, 8033, 8035, 8037, 8039                                              | Nehézfémöntöde Zrt.                                                            |
| 23 | Repkény utca / Zsurló utca         | 2  | 13, 13A, 13G, 13Y                                                                                     |                                                                                |
| 24 | Zsálya utca                        | 1  | 13, 13A, 13G                                                                                          |                                                                                |
| 25 | Babér utca végállomás              | 0  | 13, 13A                                                                                               |                                                                                |